# Acicula parcelineata
Acicula parcelineata là một loài ốc đất liền cỡ nhỏ với một nắp, là động vật thân mềm chân bụng sống trên cạn thuộc họ Aciculidae.

## Phân bố
Loài này phân bố ở Cộng hòa Séc (chỉ ở Morava), Ba Lan, Slovakia và các khu vực khác.